# الخويلدية
الخويلدية هي قرية صغيرة تقع على بعد كيلومترين من مدينة القطيف في جهة الغربية الجنوبية.

## أصل التسمية
الخويلدية مؤنث خويلد، يقول بن منظور في لسان العرب ج5 ص124 الخويلدية من الإبل نسبة إلى خويلد من بني عقيل وبنو خويلد بطن من عقيل.
ولكن هناك رأي آخر أن الخلد كان نبع شمال فريق الشملي نسبت اليه البلدة واندثر النبع وغدرانه الذي سقى القرية سنين طويلة..
والأصل في الكلمة هي الخاء واللام والدال وهو يدل على الثبات والملازمة ومنه جنة الخلد «والخلد اسم من أسماء الجنة» فخويلد تصغير لكلمة الخلد بمعنى الجنة من هنا قد تكون احتمالات التسمية كالتالي:
1. الخويلدية: نسبة إلى بني خويلد الذين هم بطن من عقيل، والذين قد استوطنوا في هذا المكان أو ملكوا بساتين هذه القرية....يقول العلامة معز الدين القزويني في كتابة أسماء القبائل وانسابها ص 205 تحت عقيل«وينو عقيل بطن من عامر بن صعصعه من العدنانية وهم بنو عقيل بن كعب بي ربيعة بن عامر بن صعصعه ومنهن مجنون بن عامر، الشاعر الإسلامي واسمة قيس بن الملوح، وكانت مساكنهم بالبحرين في كثير من قبائل العرب....» قلا يستبعد ان يكون بناء هذه القرية وتاسيسها على يد بني خويلد...

2. الخويلدية: تصغير لكلمة الخلد " تشبيها لها بالجنة خصوصا وأنها كانت محاطة بالبساتين الكثيرة، وبها عيون كثيرة، تصلى إلى ثمانية عشرا، لتكون ثالث قرية من قرى القطيف في عدد العيون بعد كلا من القديح والآجام فهي إذا كثيرة الشجر ووفيرة الماء.
3. الخويلدية: نسبة إلى الإبل (خويلدية), واستبعاد هذا الاحتمال يأتي من كون المنطقة زراعية وسكانها من الفلاحين الفقراء، الذين قل ما يحتاجون إلى الإبل في تنقلاتهم،

## الموقع
قرية صغيرة تقع على بعد ميل من مدينة القطيف في الجهة الغربية الجنوبية وكانت مسورة، تتكون من 150 منزلا ولها ثلاث مداخل رئيسية لا تزال هيئتها باقة لهذا الوقت:
المدخل الأول: الواقع بين مسجد الشيخ محمد (السدرة) ومنزل الحاج أبو حسن عجيمي، شمالا.
المدخل الثاني: الواقع بين منزل الحاج حسن القاسم ومنزل السادة السيد حعفر والسيد محمد، جنوبا.
المدخل الثالث: الواقع بين منزل الحاج أبو إبراهيم ال نتيف والحاج على بن حسين الصويلح. شرقا.
وكان لهذه المداخل بوابات تغلق ليلا ويقوم على حراستها مجموعة من الأشخاص، خوفا من غارات البدو التي تتكرر بين الوقت والأخر، وقد رائها العديد من المسنين كما نقلو لنا.....
وقد ضاقت رقعة القرية في الوقت الحاضر عن استيعاب حركة العمران نظرا لكونها محاطة بالعديد من البساتين فالتهمت حركة العمران هذه البساتين دونما تخطيط..

## السكان
بلغ عدد سكان الخويلدية طبقا للإحصاء الأخير عام 1425 هـ 7800, منهم مائة من جنسيات أخرى.
لتكون بذلك ثالث اصغر قرية من حيث عدد السكان بعد كلا من الملاحة والتوبي.

## الطين الخويلدي
وقد اشتهرت القرية بإنتاجها الطين الخويلدي (واحة على ضفاف الخليج القطيف). الذي يستخرج من بعض المناطق الجبلية القريبة منها مثل الجبل الواقع بين قريتي الخويلدية والجارودية

## الطين
وكان أهلها في السابق يصدرون طين البيلون (الطين الخويلدي المستورد من منطقة الجبل)ومناجمه تقع في المنطقة الكائنه بين الخويلدية وقرية الجارودية أو ما يعرف ب (جبل البراق).. ويصدر هذا الطين إلى كل المنطقة الشرقية ويحمل للعراق والكويت ومكة والمدينة سابقاً.
يستخدم للعناية بالشعر حيث يباع هذا الطين في سوق الخميس ويتم خلطه مع البيض وبماء الحلبة وقليل من الزنجبيل منعش للشعر، ويوجد شبيه له في المغرب يسمى الغاسول أو الطين المغربي ويحضره الحجاج المغاربة معهم لاسواق جدة..
لإزالة قشرة الرأس قبل أن يعرف ((الشامبو)).

## المعالم
يوجد في قرية الخويلدية سبعة مساجد، سُميت بأسماء الواقفين كما تشير إلية بعض صكوكها باستثناء مسجد الإمام المهدي الذي بني في زمن حديث قياسا بالمساجد الأخرى. المساجد: مسجد الشيخ راشد - مسجد الشيخ محمد لطف الله (السدرة) - مسجد الشيخ فلاح - مسجد الامام المهدي - مسجد الزهراء (بين الحلة والخويلديه) - مسجد الزهراء (بين التوبي والخويلديه) - مسجد الشيخ عبد المجيد.
الحُسينيات في الخويلدية: حسينية أهل البيت (حسينية الديرة) - حسينية بيت ام اهلال - حسينية بيت الرضوان - حسينية بيت المرزوق - حسينية بيت حمقان - حسينية بيت السيده - حسينية المربعة - حسينية بيت أبو شلوة - حسينية السيد عدنان السادة - حسينية سيد الشهداء (الحاج مدن الشراح) - حسينية الرسول الاعظم - حسينية المصطفى - حسينية أم سيد جعفر (للبنات) -حسينية الزهراء (باب الريحان).
تضم القرية مجموعة من المدارس الموزعة بين البنين والبنات الابتدائية ـ المتوسطة ـ الثانوية. وتضم القرية أيضا مستوصف صحي، ونادي رياضي ومكتب لجمعية القطيف الخيرية لرعاية شؤؤن الفقراء والأيتام..
كما أن بها خزان ماء، وكان المصدر الرئيسي لتوفير الماء قبل وصول المحلاة.
العيون : السريعات - الفورات - المجيليس - المنتفخة - الطوقية - السبب - الطويلة - الغربية (الخضيرة) - الحشيفية - الحريزية - الديرة - حساوي - الصليبي - البسيتين - البرغش - السبعي - الحميرة